# Тунгуйский сельсовет
Тунгуйский сельсовет — упразднённые административно-территориальная единица и муниципальное образование со статусом сельского поселения в Щучанском районе Курганской области Российской Федерации.
Административный центр — село Тунгуй.

## История
В соответствии с Законом Курганской области от 6 июля 2004 года № 419 сельсовет наделён статусом сельского поселения.
Законом Курганской области от 31 октября 2018 года N 127, Тунгуйский сельсовет был упразднён, а его территория с 17 ноября 2018 года включена в состав Сухоборского сельсовета.

## Население
| 2002 | 2004 | 2010 | 2012 | 2013 | 2014 | 2015 |
| ---- | ---- | ---- | ---- | ---- | ---- | ---- |
| 233  | ↘223 | ↘144 | ↗145 | ↗152 | ↘142 | ↘138 |
| 2016 | 2017 | 2018 | 2019 |      |      |      |
| ↘126 | ↘117 | ↘106 | ↗109 |      |      |      |

## Состав сельсовета
| № | Населённый пункт | Тип населённого пункта       | Население |
| - | ---------------- | ---------------------------- | --------- |
| 1 | Тунгуй           | село, административный центр | ↗109      |